# Richard Smallwood
Richard Smallwood, né le 29 décembre 1990 à Redcar, en Angleterre, est un footballeur anglais évoluant au poste de milieu de terrain avec les Tranmere Rovers.

## Biographie
Le 20 juin 2017, il rejoint Blackburn Rovers.
Le 11 août 2020, il rejoint Hull City.
Le 22 juin 2022, il rejoint Bradford City.

## Palmarès
- Blackburn Rovers
  - Football League One (D3)
    - Vice-champion : 2018

- Hull City
  - Football League One (D3)
    - Champion en 2021

### Distinctions individuelles
- Membre de l'équipe-type de D4 anglaise en 2025 (EFL Awards)[1].